# لینا محمد زهرالدین
لینا محمد زهر الدین متولد ۱۲ ژوئیه ۱۹۷۵ میلادی در یکی از شهرهای لبنان به دنیا آمد. لینا در تلویزیون ابوظبی به مدت سه سال فعالیت داشت. پیش از آن نیز در شبکه NBN لبنان به عنوان خبرنگار فعالیت می‌کرد. از سال ۲۰۰۲ نیز با شبکه الجزیره همکاری خود را آغاز کرد. در نهایت در سال ۲۰۱۱ به شبکه المیادین منتقل شد.

## فعالیت‌ها
لینا محمد زهر الدین در ۱۲ ژوئیه ۱۹۷۵ در شهر میس الجبل جنوب لبنان به دنیا آمد. او در دانشگاه رسانه و خبر دانشگاه لبنان درس خواند. زهر الدین همچنین دو سال در رادیو فعالیت داشت. او همچنین مقالات سیاسی در جراید چاپ می‌کرد. به دلیل علاقه‌اش به شعر، اشعار با محتوای مقاومت نیز به چاپ می‌رساند. او هم‌اکنون در بسیاری از مجلات اجتماعی فعالیت دارد. محل سکونت لینا در خلال جنگ ۲۰۰۶ لبنان تخریب شد. او از طایفه دروزی‌های لبنان است.